# Podium luctuosum
Podium luctuosum är en biart som beskrevs av Frederick Smith 1856.
Podium luctuosum ingår i släktet Podium och familjen grävsteklar. Inga underarter finns listade i Catalogue of Life.